# Dmytro Semeniv
Dmytro Romanovyč Semeniv (in ucraino Дмитро Романович Семенів?; Novohrad-Volyns'kyj, 24 giugno 1998) è un calciatore ucraino, centrocampista del Feronikeli.

## Caratteristiche tecniche
È un trequartista.

## Carriera
Cresciuto nel Viktorija Avanhard, inizia la propria carriera con il Real Farma Odessa con cui debutta il 30 agosto 2015 in occasione dell'incontro di Druha Liha perso 2-1 contro il Myr Hornostajivka. Nel 2016 passa al Čornomorec' dove trascorre due anni nelle giovanili prima di trovare spazio in prima squadra; debutta in Prem"jer-liha il 16 febbraio 2018 in giocando il match perso 5-0 contro lo Šachtar.
Nel marzo del 2020 si trasferisce in Lettonia al Liepāja dove gioca solamente 5 incontri prima di fare rientro in patria firmando con l'Hirnyk-Sport in Perša Liha; nel febbraio 2021 viene acquistato dal L'viv tornando quindi nella massima divisione ucraina.

## Statistiche
Statistiche aggiornate al 27 aprile 2021.

### Presenze e reti nei club
| Stagione        | Squadra           | Campionato      | Campionato | Campionato | Coppe nazionali | Coppe nazionali | Coppe nazionali | Coppe continentali | Coppe continentali | Coppe continentali | Altre coppe | Altre coppe | Altre coppe | Totale | Totale | Totale |
| Stagione        | Squadra           | Comp            | Pres       | Reti       | Comp            | Pres            | Reti            | Comp               | Pres               | Reti               | Comp        | Pres        | Reti        | Pres   | Reti   |        |
| --------------- | ----------------- | --------------- | ---------- | ---------- | --------------- | --------------- | --------------- | ------------------ | ------------------ | ------------------ | ----------- | ----------- | ----------- | ------ | ------ | ------ |
| 2015-2016       | Real Farma Odessa | 2L              | 2          | 0          | CU              | 0               | 0               |                    | -                  | -                  |             | -           | -           | 2      | 0      |        |
| 2017-2018       | Čornomorec'       | PL              | 6          | 0          | CU              | 0               | 0               |                    | -                  | -                  |             | -           | -           | 6      | 0      |        |
| 2018-2019       | Čornomorec'       | PL              | 11+2       | 1          | CU              | 1               | 0               |                    | -                  | -                  |             | -           | -           | 14     | 1      |        |
| 2019-2020       | Čornomorec'       | 1L              | 6          | 0          | CU              | 1               | 0               |                    | -                  | -                  |             | -           | -           | 7      | 0      |        |
| 2019-2020       | Čornomorec’-2     | 2L              | 8          | 0          |                 | -               | -               |                    | -                  | -                  |             | -           | -           | 8      | 0      |        |
| 2020            | Liepāja           | VL              | 5          | 0          | CL              | 0               | 0               |                    | -                  | -                  |             | -           | -           | 5      | 0      |        |
| 2020-feb. 2021  | Hirnyk-Sport      | 1L              | 12         | 2          | CU              | 1               | 0               |                    | -                  | -                  |             | -           | -           | 13     | 2      |        |
| feb.-giu. 2021  | L'viv             | PL              | 10         | 0          | CU              | 0               | 0               |                    | -                  | -                  |             | -           | -           | 10     | 0      |        |
| Totale carriera | Totale carriera   | Totale carriera | 62         | 3          |                 | 3               | 0               |                    | -                  | -                  |             | -           | -           | 65     | 3      |        |